# هرناندز ۱۹۰۷۹
سیارک ۱۹۰۷۹ (به انگلیسی: 19079 Hernandez، نامگذاری:1967KC) نوزده هزار و هفتاد و نهمین سیارک کشف شده‌است که در ۳۱ مه ۱۹۶۷ کشف شد.